# Lawrence Summers
Lawrence Henry Summers (* 30. listopadu 1954 New Haven) je americký ekonom, bývalý viceprezident pro rozvojové ekonomiky a hlavní ekonom Světové banky (1991–93), seniorní úředník amerického ministerstva financí ve vládě prezidenta Clintona a následně ministr financí (1999–2001), bývalý ředitel Národní ekonomické rady ve vládě prezidenta Obamy (2009–2010). Je také bývalým prezidentem Harvardovy univerzity (2001–2006), kde následně vyučuje jako profesor na Kennedyho fakultě.